# Parafia Najświętszego Serca Jezusowego we Wrocławiu
Parafia Najświętszego Serca Jezusowego we Wrocławiu znajduje się w dekanacie Wrocław Katedra w archidiecezji wrocławskiej.  Jej proboszczem jest ks. Paweł Druszcz SDB. Obsługiwana przez kapłanów Salezjanów. Erygowana w 1946. Mieści się przy Placu Grunwaldzkim.